# Standesgrenzen
Standesgrenzen oder Standesschranken sind durch (nicht übertragbare) Kleidung und Sitten markierte gesellschaftliche Unterschiede, die auf die soziale Herkunft verweisen. Vor allem in Bezug auf die europäische Gesellschaft bis zur Französischen Revolution 1789 ist es üblich, von Standesgrenzen zu sprechen. Die Ständeordnung verhinderte soziale Mobilität. 
Besonders in der Literaturgeschichte ist die Liebe über Standesgrenzen hinweg beziehungsweise die Mesalliance ein unerschöpfliches Thema bis ins 20. Jahrhundert hinein, wie noch in Arthur Schnitzlers Komödie Komtesse Mizzi oder Der Familientag (1909). Die rechtliche Benachteiligung des nichtadeligen Partners in einer morganatischen Ehe blieb in Europa bis zum Ende des Ersten Weltkriegs bestehen.

## Überwindungsversuche
Die Überwindung der Standesgrenzen in der europäischen Geschichte bestand darin, das unübertragbare Privileg durch eigene Leistung doch übertragbar zu machen, z. B. sich das aristokratische Privileg der Jagd durch den Erwerb eines Jagdscheins aneignen zu können. 
Mit dem Siegeszug des Menuetts als Gesellschaftstanz aller Stände, den der Sonnenkönig als erster getanzt haben soll, beginnt Ende des 17. Jahrhunderts eine zunächst symbolische Überwindung der Standesgrenzen. Während Kleidung im Mittelalter noch die Standeszugehörigkeit signalisierte, wurde es von der Kleidermode des Rokoko an zunehmend möglich, Kleidung zu tragen, die man sich leisten konnte, auch wenn sie einem höheren Stand vorbehalten war. 
De jure wurden die Standesgrenzen im 19. Jahrhundert allmählich abgebaut (Staatsbürgerschaft, Gewerbefreiheit). Die Hoffähigkeit, die auch dem Geldbürgertum und den Offizieren verfügbar gemacht wurde, bestand bis zum Ersten Weltkrieg als Standesgrenze. De facto bestehen Grenzen aus statistischer Sicht noch immer, beispielsweise in einer Bildungsbenachteiligung (es studieren in Deutschland nur 23 Prozent der Nicht-Akademikerkinder gegenüber 86 Prozent der Akademikerkinder).